# Ružica Cindori
Ružica Cindori (Ludbreg, 1961.) hrvatska je pjesnikinja. Piše lirske pjesme, članke i oglede.

## Životopis
Rođena u Ludbregu. Studirala u Zagrebu na Filozofskom fakultetu. Diplomirala komparativnu književnost i filozofiju. Završila poslijediplomski studij informacijskih znanosti, smjer bibliotekarstvo. Sudionica Jadranskih književnih susreta. Članke i prikaze objavljuje u periodici. Prevodi poeziju sa slavenskih jezika. Članica je Društva hrvatskih književnika, Matice hrvatske i Slavenske književne i umjetničke akademije (Varna). Bika je članica je Upravnoga odbora Vijeća europskih pisaca (European Writers’ Council) sa sjedištem u Bruxellesu, gdje je bila i predsjednica Radne grupe za javnu posudbu. Koordinirala je rad hrvatskoga žirija Nagrade Europske unije za književnost (EUPL) od 2009. do 2015. godine. Počasna je građanka grada Ludbrega.

## Djela
Objavila je zbirke pjesama: 
- Lomače zelenila (1984.)
- Rez, nezacijeljen (1989.)
- Krugovi. Udaljenost. (1997.)
- Ludbreški listopad (2002.)
- Strpljivost (2006.)
- Grad, šuma, otok (2006., nagrada Dobriša Cesarić)
- Pamučno zvono (2010.)
- Kasno (2011.)
- Странникът от Итака (Stranac na Itaci, 2011., izbor na bugarskome jeziku),
- Zaboravište (2013.)
- Некој пред мене бил во оваа шума (Netko je prije mene bio u ovoj šumi, 2016., izbor, na makedonskome jeziku)
- Lenta od vjetra (2017.)

Pjesme su joj prevedene su na engleski, španjolski, francuski, ruski, makedonski i bugarski jezik.
Uvrštena je u antologije:
- El roce de la mariposa. Poesía croata contemporánea (Zagreb, 2010.);
- Subića. Hrvatski pjesnici o životinjama (Zagreb, 2010);
- Bajo la ceniza del antiguo fuego (Guadalajara, 2010.)
- W skwarze słonca, w chłodzie nocy, (Varšava, 2010.)

## Nagrade
- Nagrada Dobriša Cesarić 2006. za rukopis "Grad, šuma, otok"
- Nagrada Dimcho Debelyanov na pjesničkom festivalu Slavenski zagrljaj u Varni (Bugarska) 2009.
- Nagrada Srebreno leteće pero na pjesničkom festivalu Slavenski zagrljaj u Varni (Bugarska) 2010.